# Thénac (Dordogne)
Pour les articles homonymes, voir Thénac.
Thénac est une commune française située dans le département de la Dordogne, en région Nouvelle-Aquitaine.

## Géographie
La commune est limitrophe du département de Lot-et-Garonne.

### Communes limitrophes
Thénac est limitrophe de cinq autres communes, dont une dans le département de Lot-et-Garonne. Au nord-est, son territoire est limitrophe de celui de Cunèges sur environ 550 mètres. À l'est son territoire est distant de moins de 800 mètres de celui de Mescoules, et au nord-ouest, à une même distance de celui de Margueron, en Gironde.
|                                | Monestier                      | Cunèges              |
| Loubès-Bernac (Lot-et-Garonne) | Thénac                         | Sigoulès-et-Flaugeac |
|                                | Saint-Julien-Innocence-Eulalie |                      |

### Géologie et relief

#### Géologie
Situé sur la plaque nord du Bassin aquitain et bordé à son extrémité nord-est par une frange du Massif central, le département de la Dordogne présente une grande diversité géologique. Les terrains sont disposés en profondeur en strates régulières, témoins d'une sédimentation sur cette ancienne plate-forme marine. Le département peut ainsi être découpé sur le plan géologique en quatre gradins différenciés selon leur âge géologique. Thénac est située dans le quatrième gradin à partir du nord-est, un plateau formé de dépôts siliceux-gréseux et de calcaires lacustres de l'ère tertiaire.
Les couches affleurantes sur le territoire communal sont constituées de formations superficielles du Quaternaire et de roches sédimentaires datant du Cénozoïque. La formation la plus ancienne, notée e7c-A, se compose de molasses du Fronsadais inférieur à moyen, à faciès argileux dominant (Priabonien supérieur continental). La formation la plus récente, notée CF, fait partie des formations superficielles de type colluvions indifférenciées sablo-argileuses et argilo-sableuses. Le descriptif de ces couches est détaillé dans  les feuilles « no 829 - Duras » et « no 830 - Eymet » de la carte géologique au 1/50 000 de la France métropolitaine, et leurs notices associées,.

Carte géologique de Thénac.

#### Relief et paysages
Le département de la Dordogne se présente comme un vaste plateau incliné du nord-est (491 m, à la forêt de Vieillecour dans le Nontronnais, à Saint-Pierre-de-Frugie) au sud-ouest (2 m à Lamothe-Montravel). L'altitude du territoire communal varie quant à elle entre 75 mètres et 191 mètres,.
Dans le cadre de la Convention européenne du paysage entrée en vigueur en France le 1er juillet 2006, renforcée par la loi du 8 août 2016 pour la reconquête de la biodiversité, de la nature et des paysages, un atlas des paysages de la Dordogne a été élaboré sous maîtrise d’ouvrage de l’État et publié en octobre 2020. Les paysages du département s'organisent en huit unités paysagères,. La commune est dans le Bergeracois, une région naturelle présentant un relief contrasté, avec les deux grandes vallées de la Dordogne et du Dropt séparées par un plateau plus ou moins vallonné, dont la pente générale s’incline doucement d’est en ouest. Ce territoire offre des paysages ouverts qui tranchent avec les paysages périgourdins. Il est composé de vignes, vergers et cultures,.
La superficie cadastrale de la commune publiée par l'Insee, qui sert de référence dans toutes les statistiques, est de 20,34 km2,,. La superficie géographique, issue de la BD Topo, composante du Référentiel à grande échelle produit par l'IGN, est quant à elle de 20,41 km2.

### Hydrographie

#### Réseau hydrographique
La commune est située pour partie dans le bassin de la Dordogne et pour partie dans   le bassin de la Garonne au sein du Bassin Adour-Garonne. Elle est drainée par le Seignal, le ruisseau du Vacher, le Merlan, la Rivaille, le Besageou, le ruisseau de la Linière, le ruisseau de Monbos, le ruisseau du Touron et par deux petits cours d'eau, qui constituent un réseau hydrographique de 26 km de longueur totale,.
Le Seignal, ou ruisseau du Bernadou dans sa partie amont, d'une longueur totale de 21,94 km, prend sa source en Lot-et-Garonne dans la commune de Loubès-Bernac et se jette en rive gauche de la Dordogne en limite de Pineuilh et de Saint-Avit-Saint-Nazaire, face à Port-Sainte-Foy-et-Ponchapt,. Il arrose l'ouest de la commune sur cinq kilomètres, lui servant de limite territoriale sur quatre kilomètres et demi, face à Loubès-Bernac.
Affluent de rive gauche de la Gardonnette, le ruisseau du Vacher prend sa source dans la commune 500 mètres au sud-est du bourg de Thénac, arrosant le territoire communal sur plus de quatre kilomètres dont un kilomètre et demi au nord-est en limite de Sigoulès-et-Flaugeac et Cunèges.
Le Merlan, son principal affluent en rive gauche, prend sa source 400 mètres au nord-ouest du bourg et baigne le nord-ouest de la commune sur près d'un kilomètre et demi.
Autre affluent de rive gauche du ruisseau du Vacher, le ruisseau de la Linière prend sa source dans le nord-est de la commune, en limite de Monestier et sert de limite naturelle aux deux communes sur plus d'un kilomètre.
Affluent de rive droite du ruisseau du Vacher, le ruisseau de Monbos arrose l'est de la commune sur près de deux kilomètres dont 250 mètres marquent la limite territoriale, face à Sigoulès-et-Flaugeac.
Le Besageou, autre affluent de rive droite du ruisseau du Vacher, prend sa source dans le centre de la commune qu'il arrose sur plus d'un kilomètre et demi.
Affluent de rive droite de l'Escourou, le ruisseau du Touron, appelé les Rivailles dans sa partie aval, prend sa source dans le sud de la commune qu'il arrose sur 900 mètres.
Son affluent de rive gauche, la Rivaille arrose le sud-est de la commune sur un kilomètre et demi dont plus d'un kilomètre sert de limite naturelle face à Saint-Julien-Innocence-Eulalie.

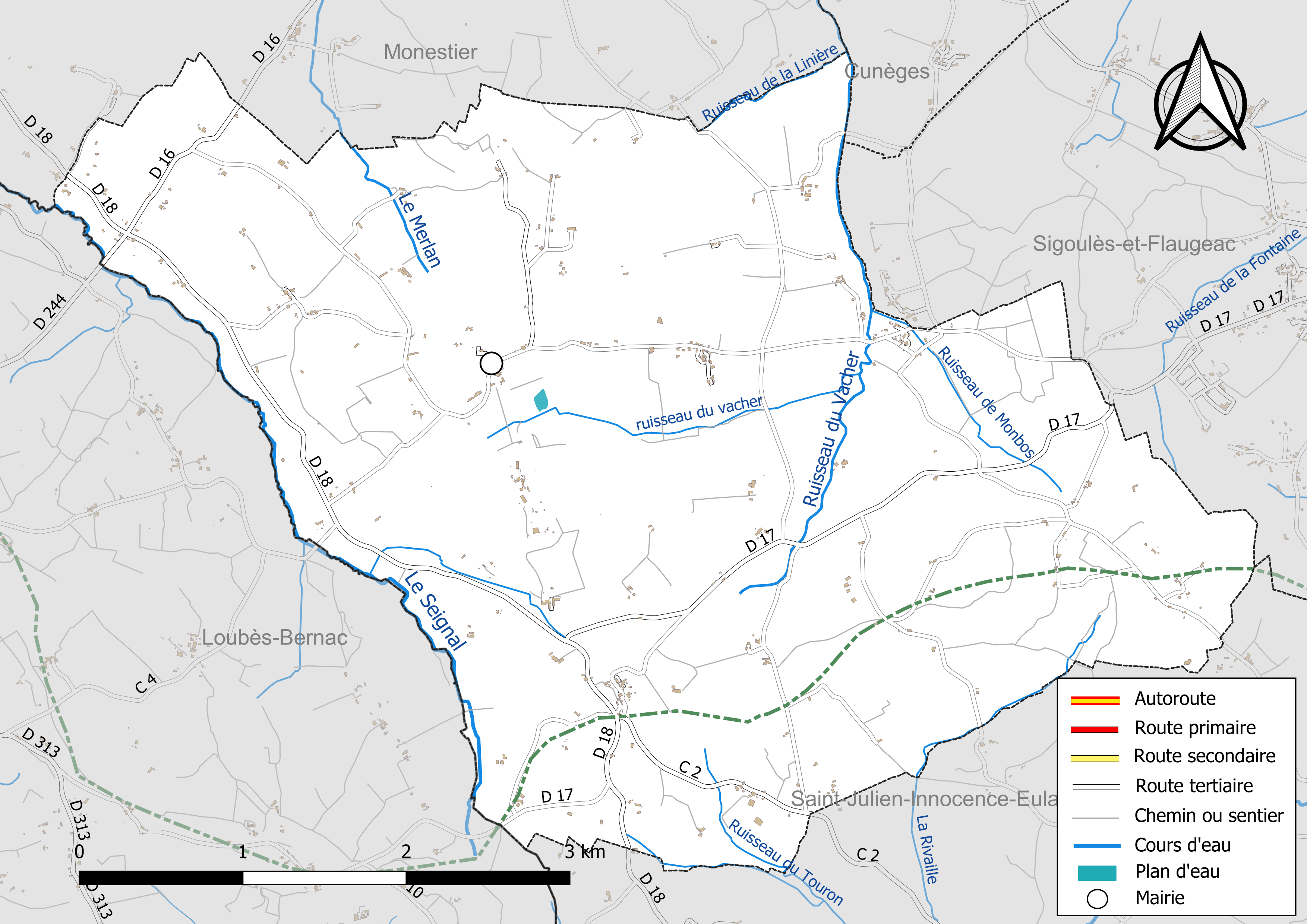
Réseaux hydrographique et routier de Thénac[Note 3].
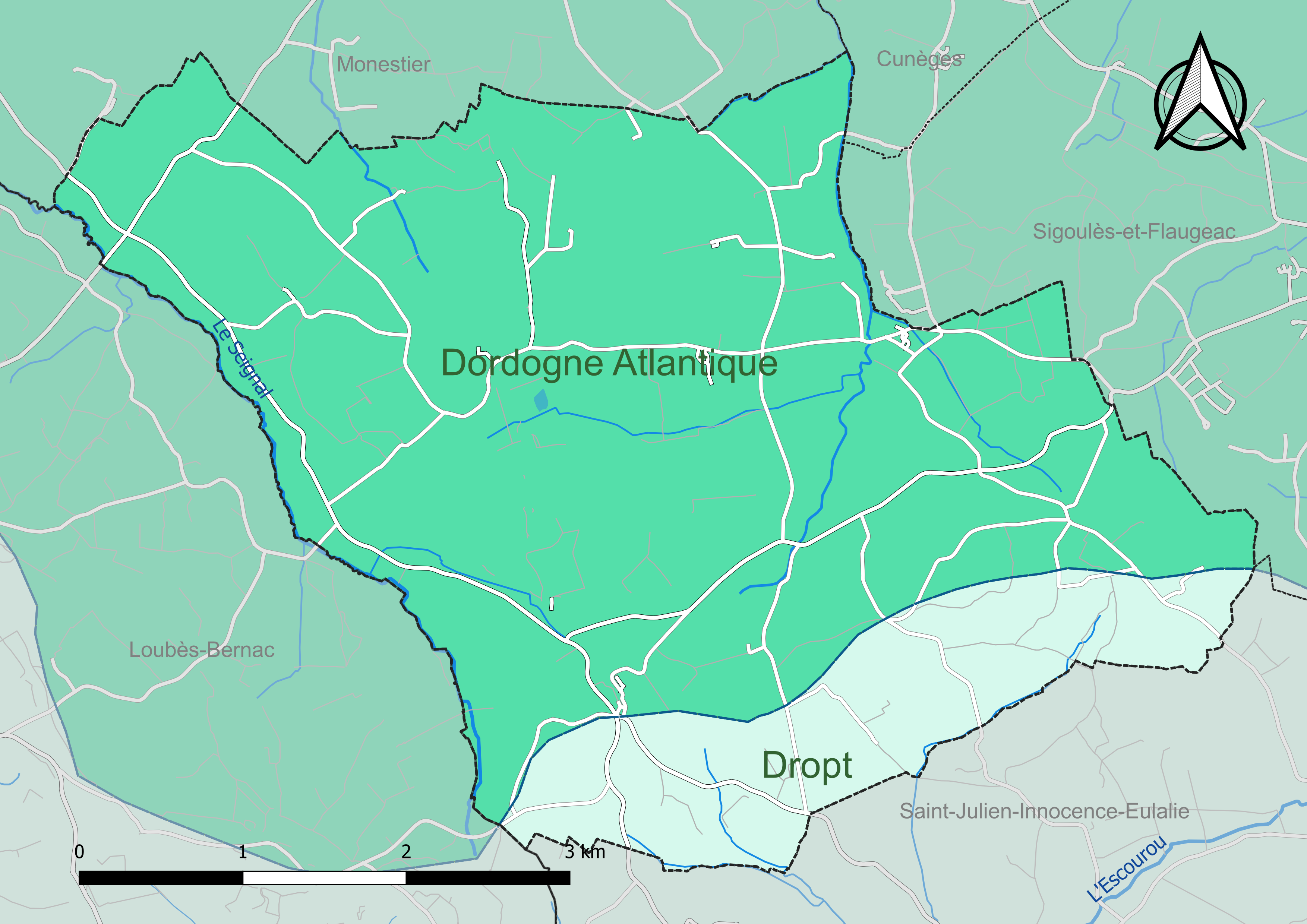
Carte des schémas d'aménagement et de gestion des eaux (SAGE) couvrant le territoire communal de Thénac.

#### Gestion et qualité des eaux
Le territoire communal est couvert par les schémas d'aménagement et de gestion des eaux (SAGE) « Dordogne Atlantique » et « Dropt ». Le SAGE « Dordogne Atlantique », dont le territoire correspond au sous‐bassin le plus aval du bassin versant de la Dordogne (aval de la confluence Dordogne - Vézère)., d'une superficie de 2 700 km2 est en cours d'élaboration. La structure porteuse de l'élaboration et de la mise en œuvre est l'établissement public territorial de bassin de la Dordogne (EPIDOR). Le SAGE « Dropt », dont le territoire correspond au bassin versant du Dropt, d'une superficie de 1 522 km2, a été approuvé le 13 janvier 2022. La structure porteuse de l'élaboration et de la mise en œuvre est le syndicat mixte EPIDROPT. Ils définissent chacun sur leur territoire les objectifs généraux d’utilisation, de mise en valeur et de protection quantitative et qualitative des ressources en eau superficielle et souterraine, en respect des objectifs de qualité définis dans le troisième SDAGE  du Bassin Adour-Garonne qui couvre la période 2022-2027, approuvé le 10 mars 2022.
Au nord, la majeure partie du territoire communal — environ 85 % — dépend du SAGE Dordogne Atlantique. Au sud, la zone restante, correspondant au bassin versant de l'Escourou, est rattachée au SAGE Dropt.
La qualité des eaux de baignade et des cours d’eau peut être consultée sur un site dédié géré par les agences de l’eau et l’Agence française pour la biodiversité.

### Climat
Pour des articles plus généraux, voir Climat de la Nouvelle-Aquitaine et Climat de la Dordogne.
Historiquement, la commune est exposée à un climat océanique aquitain.  
En 2020, Météo-France publie une typologie des climats de la France métropolitaine dans laquelle la commune est exposée à un climat océanique et est dans la région climatique  Aquitaine, Gascogne, caractérisée par une pluviométrie abondante au printemps, modérée en automne, un faible ensoleillement au printemps, un été chaud (19,5 °C), des vents faibles, des brouillards fréquents en automne et en hiver et des orages fréquents en été (15 à 20 jours).
Pour la période 1971-2000, la température annuelle moyenne est de 12,8 °C, avec  une amplitude thermique annuelle de 15,3 °C. Le cumul annuel moyen de précipitations est de 852 mm, avec 11,4 jours de précipitations en janvier et 6,7 jours en juillet. Pour la période 1991-2020, la température moyenne annuelle observée sur la station météorologique la plus proche, située sur la commune de Port-Sainte-Foy-et-Ponchapt à 15 km à vol d'oiseau, est de 13,8 °C et le cumul annuel moyen de précipitations est de 809,4 mm,. Pour l'avenir, les paramètres climatiques de la commune estimés pour 2050 selon différents scénarios d’émission de gaz à effet de serre sont consultables sur un site dédié publié par Météo-France en novembre 2022.

## Urbanisme

### Typologie
Au 1er janvier 2024, Thénac est catégorisée commune rurale à habitat très dispersé, selon la nouvelle grille communale de densité à 7 niveaux définie par l'Insee en 2022.
Elle est située hors unité urbaine. Par ailleurs la commune fait partie de l'aire d'attraction de Bergerac, dont elle est une commune de la couronne,. Cette aire, qui regroupe 73 communes, est catégorisée dans les aires de 50 000 à moins de 200 000 habitants,.

### Occupation des sols
L'occupation des sols de la commune, telle qu'elle ressort de la base de données européenne d’occupation biophysique des sols Corine Land Cover (CLC), est marquée par l'importance des territoires agricoles (89,8 % en 2018), en diminution par rapport à 1990 (91,4 %). La répartition détaillée en 2018 est la suivante : 
zones agricoles hétérogènes (42,8 %), cultures permanentes (29,5 %), terres arables (16,2 %), forêts (10,2 %), prairies (1,3 %). L'évolution de l’occupation des sols de la commune et de ses infrastructures peut être observée sur les différentes représentations cartographiques du territoire : la carte de Cassini (XVIIIe siècle), la carte d'état-major (1820-1866) et les cartes ou photos aériennes de l'IGN pour la période actuelle (1950 à aujourd'hui).

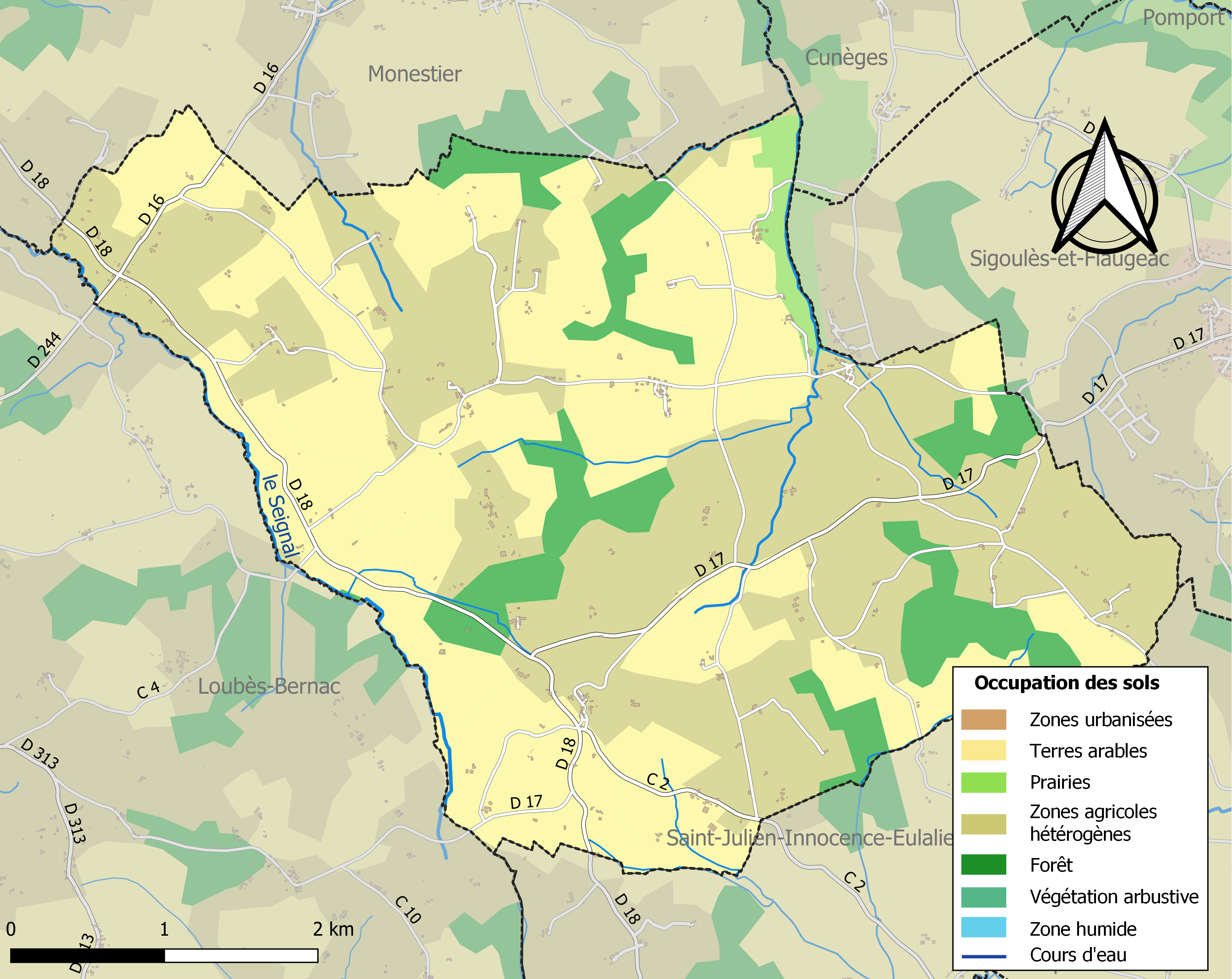
Carte des infrastructures et de l'occupation des sols de la commune en 2018 (CLC).

### Prévention des risques
Le territoire de la commune de Thénac est vulnérable à différents aléas naturels : météorologiques (tempête, orage, neige, grand froid, canicule ou sécheresse), feux de forêts, mouvements de terrains et séisme (sismicité très faible). Un site publié par le BRGM permet d'évaluer simplement et rapidement les risques d'un bien localisé soit par son adresse soit par le numéro de sa parcelle.
Thénac est exposée au risque de feu de forêt. L’arrêté préfectoral du 14 mars 2013 fixe les conditions de pratique des incinérations et de brûlage dans un objectif de réduire le risque de départs d’incendie. À ce titre, des périodes sont déterminées : interdiction totale du 15 février au 15 mai et du 15 juin au 15 octobre, utilisation réglementée du 16 mai au 14 juin et du 16 octobre au 14 février. En septembre 2020, un plan inter-départemental de protection des forêts contre les incendies (PidPFCI) a été adopté pour la période 2019-2029,.

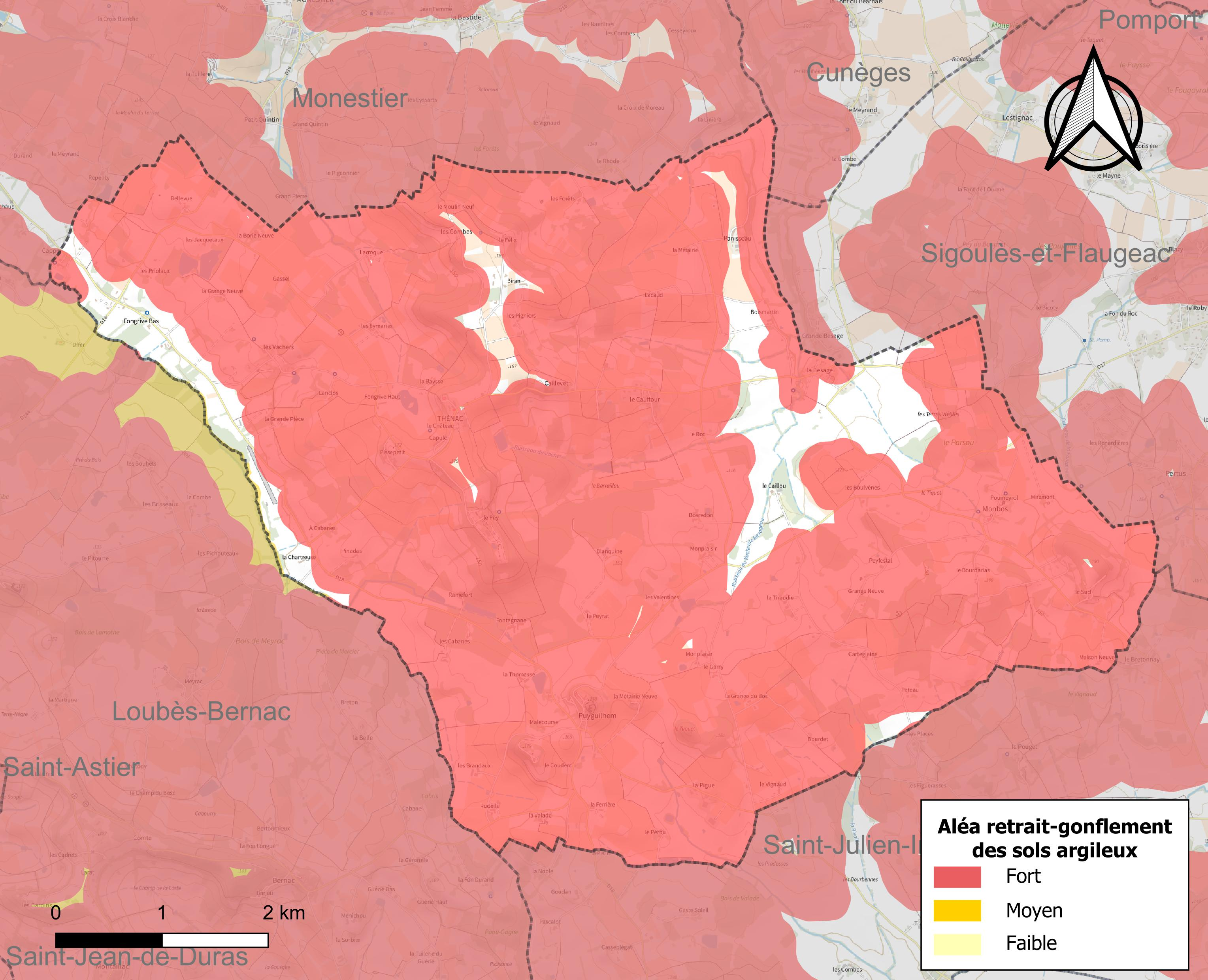
Carte des zones d'aléa retrait-gonflement des sols argileux de Thénac.

Les mouvements de terrains susceptibles de se produire sur la commune sont des tassements différentiels. Le retrait-gonflement des sols argileux est susceptible d'engendrer des dommages importants aux bâtiments en cas d’alternance de périodes de sécheresse et de pluie. 90,5 % de la superficie communale est en aléa moyen ou fort (58,6 % au niveau départemental et 48,5 % au niveau national métropolitain). Depuis le 1er octobre 2020, en application de la loi ÉLAN, différentes contraintes s'imposent aux vendeurs, maîtres d'ouvrages ou constructeurs de biens situés dans une zone classée en aléa moyen ou fort,.
La commune a été reconnue en état de catastrophe naturelle au titre des dommages causés par les inondations et coulées de boue survenues en 1982, 1999 et 2014, par la sécheresse en 1992, 1995, 2005 et 2011 et par des mouvements de terrain en 1999.

## Toponymie
En occitan, la commune porte le nom de Tenac.
Sur la planète Mars, en mars 2021, l'une des cibles d'analyses poussées effectuées sur un affleurement rocheux par l'astromobile Curiosity de la NASA, est baptisée d'après la commune.

## Histoire

### La bastide de Puyguilhem

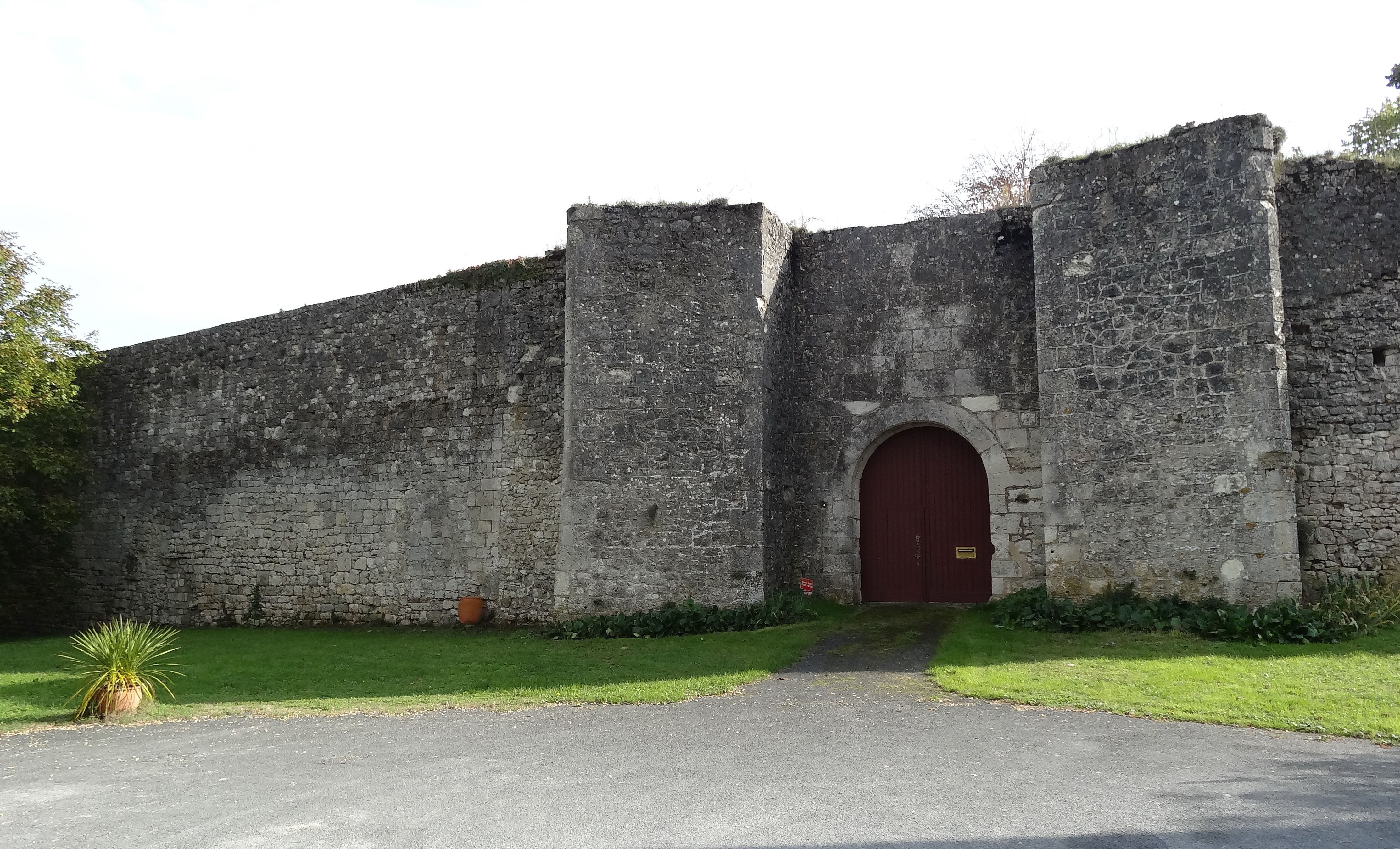
Le château de Puyguilhem.

Puyguilhem signifie en occitan « colline de Guillaume ».
À l'origine, un château existait sur les lieux de ce petit village du Périgord pourpre (région autour de Bergerac). Le 15 mars 1265, trois seigneurs locaux — Hugues de Puychagut, Grimard de Picon et Hélie de Saint-Michel — cédèrent leurs droits sur la forteresse de Puyguilhem et les terres environnantes au roi d'Angleterre Henri III. En échange, une bastide devait être construite à l'extérieur du château. La fondation de la bastide a été confiée à Jean de Grailly sous le nom de Sainte-Eulalie-de-Puyguilhem.
La bastide connut quelques périodes agitées au XIVe siècle et durant la guerre de Cent Ans. Malgré tout, son importance fut relativement réduite. Elle fut assiégée, en 1338 ou 1339 suivant les sources, par Pierre de la Paine, sénéchal de Toulouse. C'est au cours de ce siège que l’artillerie à poudre fut utilisée pour la première fois dans la région.
Au XVIIe siècle, elle devint la propriété du duc de Lauzun qui, à la cour de Versailles, se faisait appeler « Peguilhin », francisation de Puyguilhem.

### La fusion des communes
En 1973, les anciennes communes de Monbos et Puyguilhem fusionnent avec Thénac. Monbos et Puyguilhem conservent le statut de communes associées et, à ce titre, élisent chacune un maire délégué qui siège obligatoirement au conseil municipal de Thénac. Le 1er janvier 2011, cette fusion-association devient une fusion simple.

## Politique et administration

### Intercommunalité
Fin 2003, Thénac intègre dès sa création la communauté de communes des Coteaux de Sigoulès. Celle-ci fusionne avec l'ancienne communauté d'agglomération bergeracoise au 1er janvier 2017 pour former la nouvelle communauté d'agglomération bergeracoise.

### Administration municipale
La population de la commune étant comprise entre 100 et 499 habitants au recensement de 2017, onze conseillers municipaux ont été élus en 2020,.

### Liste des maires
| Période                                  | Période  | Identité               | Étiquette | Qualité    |
| ---------------------------------------- | -------- | ---------------------- | --------- | ---------- |
| Les données manquantes sont à compléter. |          |                        |           |            |
|                                          |          |                        |           |            |
| avant 1981                               | ?        | Bernard Bellanger      | PS        |            |
|                                          |          |                        |           |            |
| 1995 (réélu en mai 2020)                 | En cours | Jean-Jacques Chapellet | SE        | Enseignant |

## Équipements et services publics

### Justice
En 2023, dans le domaine judiciaire, Thénac relève : 
- du tribunal judiciaire, du tribunal pour enfants, du conseil de prud'hommes et du tribunal de commerce de Bergerac ;
- du pôle Nationalité du tribunal judiciaire de Périgueux (compétent uniquement dans le domaine de la nationalité) ;
- de la cour d'appel, du tribunal administratif et de la  cour administrative d'appel de Bordeaux.

## Population et société

### Démographie
Jusqu'en 1972, les communes de Monbos, Puyguilhem et Thénac étaient indépendantes.

#### Démographie de Thénac
L'évolution du nombre d'habitants est connue à travers les recensements de la population effectués à Thénac depuis 1793. Le 1er janvier 1973, Monbos et Puyguilhem s'associent avec Thénac.
L'évolution du nombre d'habitants est connue à travers les recensements de la population effectués dans la commune depuis 1793. Pour les communes de moins de 10 000 habitants, une enquête de recensement portant sur toute la population est réalisée tous les cinq ans, les populations de référence des années intermédiaires étant quant à elles estimées par interpolation ou extrapolation. Pour la commune, le premier recensement exhaustif entrant dans le cadre du nouveau dispositif a été réalisé en 2006.

En 2022, la commune comptait 443 habitants, en évolution de −8,66 % par rapport à 2016 (Dordogne : +0,37 %, France hors Mayotte : +2,11 %).
| 1793 | 1800 | 1806 | 1821 | 1831 | 1836 | 1841 | 1846 | 1851 |
| ---- | ---- | ---- | ---- | ---- | ---- | ---- | ---- | ---- |
| 471  | 339  | 412  | 486  | 438  | 479  | 428  | 430  | 407  |

| 1856 | 1861 | 1866 | 1872 | 1876 | 1881 | 1886 | 1891 | 1896 |
| ---- | ---- | ---- | ---- | ---- | ---- | ---- | ---- | ---- |
| 399  | 400  | 416  | 403  | 404  | 414  | 338  | 302  | 294  |

| 1901 | 1906 | 1911 | 1921 | 1926 | 1931 | 1936 | 1946 | 1954 |
| ---- | ---- | ---- | ---- | ---- | ---- | ---- | ---- | ---- |
| 301  | 306  | 325  | 289  | 292  | 361  | 348  | 330  | 314  |

| 1962 | 1968 | 1975 | 1982 | 1990 | 1999 | 2006 | 2011 | 2016 |
| ---- | ---- | ---- | ---- | ---- | ---- | ---- | ---- | ---- |
| 285  | 232  | 379  | 314  | 300  | 341  | 371  | 372  | 485  |

| 2021 | 2022 | - | - | - | - | - | - | - |
| ---- | ---- | - | - | - | - | - | - | - |
| 462  | 443  | - | - | - | - | - | - | - |

### Manifestations culturelles et festivités
Festival de musique classique chaque été dans l'église du prieuré de Monbos.

## Économie

### Emploi
En 2015, parmi la population communale comprise entre 15 et 64 ans, les actifs représentent 163 personnes, soit 36,5 % de la population municipale. Le nombre de chômeurs (21) a fortement augmenté par rapport à 2010 (9) et le taux de chômage de cette population active s'établit à 13,0 %.

### Établissements
Au 31 décembre 2015, la commune compte quarante-sept établissements, dont vingt dans l'agriculture, la sylviculture ou la pêche, dix-neuf au niveau des commerces, transports ou services, quatre dans la construction, deux relatifs au secteur administratif, à l'enseignement, à la santé ou à l'action sociale, et deux dans l'industrie.

## Culture locale et patrimoine

### Lieux et monuments
- La bastide ruinée de Puyguilhem.

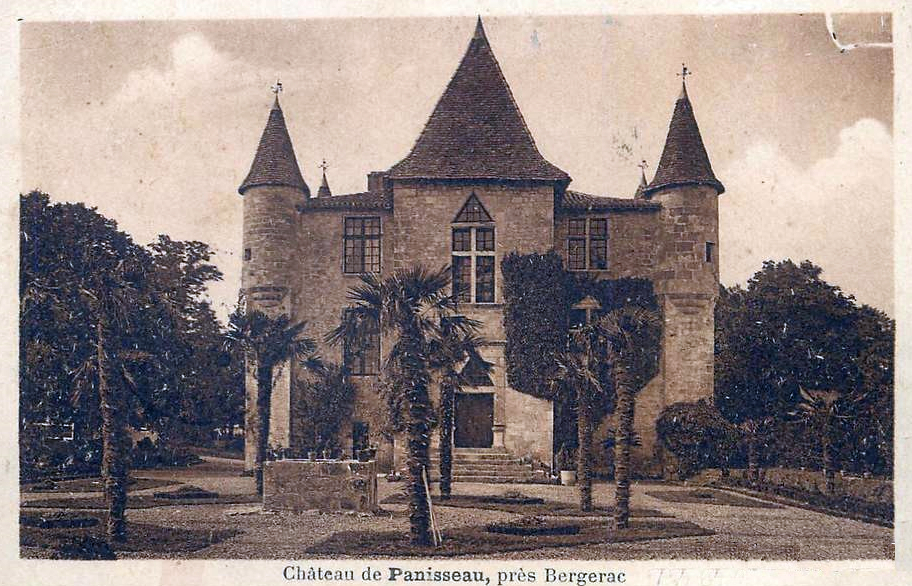
Le château de Panisseau.

- Le prieuré de Monbos des XIe et XIIe siècles.
- Le château de Panisseau.
- Le château de Thénac.
- Le château de Puyguilhem avec un rare souterrain de fuite[60], est inscrit au titre des monuments historiques en 1927 pour ses remparts puis en 2008 pour les autres éléments[61]. Il ne faut pas le confondre avec le château de Puyguilhem, à Villars.
- Le centre bouddhiste du « Village des pruniers », créé en 1982 et réparti sur trois « hameaux » avec les proches communes de Dieulivol et Loubès-Bernac[62],[63].

### Héraldique
| Blason de Thénac | Blason  | Écartelé : au 1er et au 4e de gueules aux trois têtes de chien courant d’argent, au chef cousu d’azur chargé de trois molettes d’éperon d’or, au 2e tiercé en bande d’or, de gueules et d’azur, au 3e d’azur aux deux clefs d’or passées en sautoir. |
| Blason de Thénac | Détails | Le statut officiel du blason reste à déterminer. |

## Pour approfondir